# Artritis reactiva
L'artritis reactiva (AR) és una malaltia autoimmunitària, un tipus d'espondiloartropatia seronegativa sovint lligada a l'HLA-B27, que es caracteritza per una resposta immunitària anòmala davant majoritàriament d'una infecció bacteriana en diverses parts del cos. Per això rep el nom d'artritis reactiva. Segons el lloc anatòmic de la infecció, l'AR es divideix en AR d'origen urinari i AR d'origen entèric. En ambdues formes d'AR, antígens bacterians o, fins i tot, microorganismes viables arriben a les articulacions a través del sistema circulatori, on actuen com a patrons moleculars associats a patògens. La prevalença de l'AR en els individus HLA-B27 positius és entre cinc i deu vegades major que la de la població general. És una afecció infreqüent en nens. Té símptomes similars a altres artritis, entre ells dolor i rigidesa articular en maluc, genoll, turmell i artells que milloren amb l'activitat física. El primer episodi d'una artritis reactiva sol durar entre dues setmanes i dotze mesos. Molts casos d'AR son autolimitats, pero alguns evolucionen cap a una espondiloartropatia crònica. Aquest tipus d'artritris afecta les extremitats inferiors en un 90-95 per cent dels casos i a les superiors en un 60-65 per cent. La gran majoria de pacients té recurrències de gravetat variable. Les entesitis, les sinovitis i les fasciïtis apareixen en un 20 per cent dels malalts amb AR, aproximadament. La infecció que la desencadena pot ser gastrointestinal o genitourinària i sovint s'ha curat o és en remissió en els casos crònics, de manera que la determinació de l'origen és difícil. És una de les possibles seqüeles postinfeccioses de la diarrea del viatger. La malaltia de Poncet és un tipus d'artritis reactiva originada per la tuberculosi. L'AR apareix entre el 0,8 per cent i el 4 per cent dels casos d'uretritis o cervicitis no gonocòcciques i entre l'1 per cent i el 15 per cent dels brots epidèmics de salmonel·losi o d'altres infeccions intestinals enterobacterianes. Rares vegades, l'AR es desenvolupa com a conseqüència de les complicacions infeccioses d'una intervenció de cirurgia oral, d'un abscés perianal, de la teràpia intravesical amb el bacil de Calmette-Guérin contra el càncer de bufeta urinària, del tractament amb leflunomida i adalimumab, de l'administració de la vacuna contra el tètanus de la vacuna contra el virus de la verola del mico o d'alguna de les vacunes aprovades contra la COVID-19. L'AR pot ser un dels símptomes de la síndrome post-COVID.
El nom de síndrome de Reiter procedeix del metge alemany Hans Reiter, qui la va descriure per primera vegada l'any 1916 (aquest nom és substituït per «artritis reactiva», a causa dels crims de guerra de Reiter durant la Segona Guerra Mundial). També ha estat anomenada síndrome de Stoll-Brodie-Fiessinger-Leroy o síndrome de Fiessinger-Leroy. És també coneguda com a artritis reactiva adquirida sexualment i artritis reactiva associada a infecció entèrica. Hi ha alguna font que indica que són diferents varietats etiològiques de l'artritis reactiva la síndrome de Reiter, l'artritis reactiva adquirida sexualment (infeccions per Chlamydia trachomatis i Ureaplasma urealyticum) i l'artritis reactiva enterocolítica (infeccions per Shigella spp., Hafnia alvei, Salmonella typhimurium, Salmonella del grup D, Salmonella hadar, Salmonella enteridis, Salmonella enteridis serotipus Blockley i Yersinia enterocolitica). Rarament, la causa de l'artritis reactiva és una infecció conjunta per Clostridium difficile i Staphylococcus aureus resistent a la meticil·lina. En la gènesi de l'artritis reactiva estan implicats molts altres microorganismes patògens, com ara SARS-CoV-2, Cryptosporidium spp., Escheríchia coli, Streptococcus spp., Staphylococcus spp., Leptospira spp., Campylobacter spp., Chlamydia pneumoniae, Chlamydia psittaci, Blastocystis hominis, Enterobius vermicularis, Giardia lamblia, Strongyloides stercoralis, Clostridium tetani, Clostridioides difficile, Mycoplasma fermentans, Mycobacterium tuberculosis, Mycobacterium avium, bacil de Calmette-Guérin, Leptospira interrogans, Echinococcus granulosus, Gardnerella vaginalis, Orientia tsutsugamushi, Yersinia pseudotuberculosis serovar O:3, Neisseria meningitidis, Neisseria gonorrhoeae, o Entamoeba histolytica.
Els símptomes de l'artritis reactiva molt sovint comprenen una combinació de tres símptomes aparentment inconnexos: artritis inflamatòria, inflamació dels ulls (conjuntivitis i uveïtis) i uretritis. Una regla mnemotècnica és "el pacient no hi pot veure, no pot orinar i no pot doblegar el genoll ". Las manifestacions articulars d'aquesta malaltia sovint varien en nombre i localització corporal d'un individu a un altre. Per exemple, és característic observar radiològicament en l'espatlla de pacients amb artritis reactiva associada a la infecció per C. trachomatis una entesitis del manegot dels rotatoris. Eventualment, l'AR cursa amb urticària, onicosi, infart macular, miopericarditis (pericarditis aguda amb signes de necrosi miocardíaca), lumbàlgia, tendinitis aquil·liana, esperó calcani o dactilitis (inflamació) dels dits del peu, insuficiència glandular lacrimal aguda bilateral greu amb pèrdua de visió sobtada en la fase inicial de la malaltia,queratitis intersticial amb infiltrats en l'estroma corneal anterior, edema del nervi òptic, úlcera corneal, epididimitis, orquitis, salpingitis, malaltia inflamatòria pelviana, sacroiliïtis, prostatitis o hematúria. La balanitis circinada es veu amb freqüència en l'AR associada a malalties de transmissió sexual, però no sempre és possible identificar el patogen que origina el procés artrític de base. Es caracteritza per l'aparició de lesions psoriasiformes, superficials i indolores en el gland del penis. Alguna vegada, en l'AR aquest tipus de balanitis es pot presentar juntament amb queratodèrmia blenorràgica i mucositis oral (inflamació de la mucosa de la boca). La queratitis disciforme bilateral és una inusual complicació de l'AR.
L'AR sol afectar persones d'entre 20 i 40 anys, és més freqüent en homes que en dones i té una major incidència en la població blanca que en la negra. Això es deu al fet que les persones blanques tenen més probabilitats de tenir l'antigen HLA-B27. Les persones amb VIH també tenen un risc més elevat de desenvolupar artritis reactiva. Als Estats Units, l'AR postestreptocòccica té una incidència anual d'1-2 casos/100.000 persones. La leptospirosi pot ser causa d'AR en gossos.
El diagnòstic diferencial de l'AR inclou: l'osteoartropatia hipertròfica, la gota, la febre reumàtica aguda, l'artritis idiopàtica juvenil, la malaltia de Lyme, la babesiosi (una malaltia parasitària zoonòtica), la síndrome paraneoplàstica derivada d'un tumor del tim, la mastocitosi sistèmica (un trastorn poc comú caracteritzat per l'acumulació de quantitats excesives de mastòcits en el cos), la vasculitis per IgA, la sífilis, la malaltia inflamatòria intestinal, la lúes amb neurosífilis parètica en casos de positivitat a la infecció pel virus de la immunodeficiència humana, l'artritis psoriàsica, l'artritis reumatoide, l'artritis sèptica o la sarcoïdosi.